# ボブ・マッキンタイヤ
ボブ・マッキンタイヤ（Robert "Bob" MacGregor McIntyre、1928年11月28日 - 1962年8月15日）は、スコットランドのオートバイレーサーである。グラスゴーのスコッツタウン出身。マン島TTレースで3勝を挙げ、ロードレース世界選手権では通算5勝。

## 経歴
1948年、マッキンタイヤは彼が持つ唯一の乗り物であったアリエル社のオートバイ、レッドハンターでレースを始めた。最初の数年はオフロードのスクランブルレース（モトクロスの前身）に出場していたが、やがてロードレースを始める。もっともロードレースと言っても当時は現代のような完全に舗装されたコースは少なく、マッキンタイヤが出場していたレースが開催されていたキンロス近くのバラード飛行場も、コンクリートのトラックの中の所々に砂利の部分があるようなコースだった。マッキンタイヤはこのコースで行われた4レースに出場して3勝を挙げた。

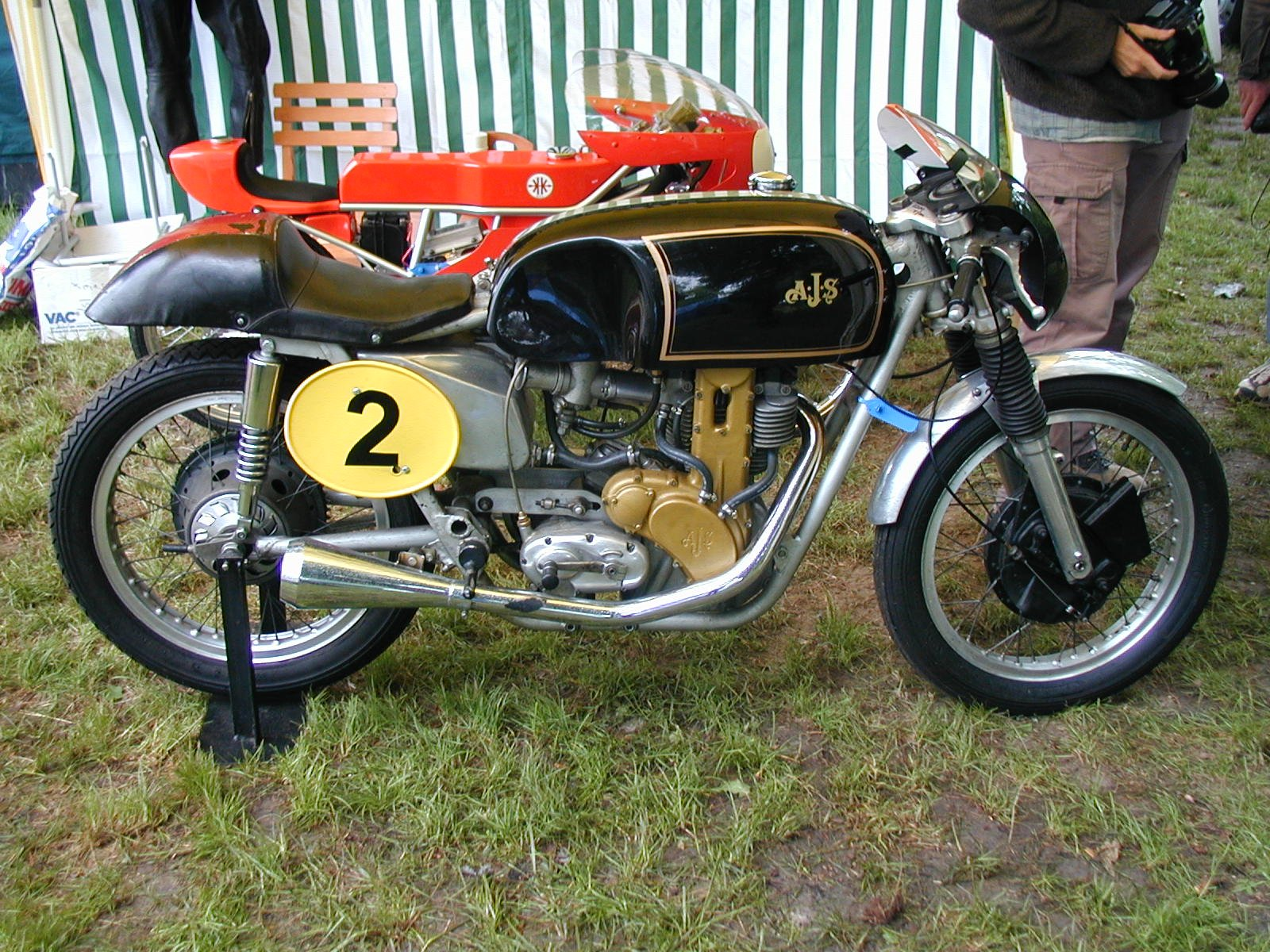
AJS 7R

1952年のマン島TTレースからはマッキンタイヤとマン島マウンテンコースとの長い付き合いが始まった。BSAのマシンでジュニアクラブマンクラスに出場して2位となったマッキンタイヤは、このレースで平均速度90.09mph（128.89km/h）というファステストラップを記録した。同年の終わりにはAJSの7Rで今度はマンクスGPのジュニアクラス（350ccクラス）とシニアクラス（500ccクラス）に出場したマッキンタイヤは、ジュニアクラスで優勝、更に350ccのマシンにもかかわらずシニアクラスでも2位に入る速さを見せた。

### AJS
1953年、いくつかのイギリスの国内レースで勝利を収めたマッキンタイヤは7Rでノースウェスト200（北アイルランドで開催されるマン島と並んで有名な公道レース）350ccクラスに出場し、国際レースでの初優勝を遂げる。この時のパフォーマンスがAJSの目に留まり、この時すでに世界選手権からの撤退を検討していたにもかかわらず、AJSはマッキンタイヤをロードレース世界選手権を戦うチームに迎え入れた。1954年はアルスターGPで3位になったのを最高に、オランダ、スイス、ベルギーで入賞を果たし、マン島TTレースではシニアクラスで14位となった。

### ポッツ・ノートン
AJSがグランプリから撤退した1955年、マッキンタイヤは実業家のジョー・ポッツの支援を受けてプライベーターとして当時流行していたダストビン・フェアリング（マシンの前輪を含めた前半部分をすっぽり覆う大型のフェアリング）をまとったノートンのマシンで戦い、マン島TTでは勝利目前まで迫った。マン島のジュニアクラスでマッキンタイヤは全7ラップ中4ラップまでリードしていたが、ブレーキのオーバーヒートとサスペンションのトラブルでペースを落とさざるを得ず、モト・グッツィのビル・ロマスの先行を許してしまった。結局このレースでは2位でフィニッシュした。また、シニアクラスでは平均速度93.83mph（151.00km/h）を記録し、プライベーターながらワークスチームに割って入る5位の成績を残している。
マン島TTの後、モト・グッツィのジュリオ・カルカーノはマッキンタイヤにモト・グッツィへの移籍をオファーしたが、マッキンタイヤはこれを断った。ジョー・ポッツのためにダストビン・フェアリングのノートンで走る続けることを選んだマッキンタイヤは、この後TT以外のレースでいくつかの勝利を挙げている。
1956年のマン島は、メカニカルトラブルにより完走することはできなかった。

### ジレラ
1957年、マッキンタイヤは負傷したジレラのワークスライダー、ジェフ・デュークに代わって4気筒のジレラでマン島を戦った。ジュニアクラスからレースウィークをスタートしたマッキンタイヤは97.42mph（156.78km/h）のラップレコードを記録し、レース平均速度94.99mph（152.87km/h）で優勝を飾った。続いて出場したシニアクラスは、記念すべきゴールデン・ジュビリー（50周年記念レース）であり、8ラップ302マイル（486km）で争われた。このレースでジレラは予備の燃料が入った追加タンクをフェアリングに装着していたが、これによる重量の増加にもかかわらずマッキンタイヤは1周目に99.99mph（160.92km/h）を記録した。そして2周目にはマン島史上初のオーバー・ザ・トン（平均速度100mph以上）となる101.03mph（162.59km/h）を達成、4周目には101.12mph（162.74km/h）で最速ラップを更新した。前年のワールドチャンピオンでMVアグスタを駆るジョン・サーティースとデッドヒートを繰り広げたマッキンタイヤは、3時間2分57秒のレースタイムでサーティースを打ち破って優勝した。このレースはマッキンタイヤにとってのベストレースのひとつとなった。
マン島で2勝を挙げてワールドチャンピオンにも手が届くかに思えた1957年シーズンであったが、アッセンで開催されたダッチTTでの事故のために2ヶ月間に渡ってレース欠場を余儀なくされた。復帰後はアルスターGPの500ccクラスで2位、モンツァのイタリアGPでは350ccクラスで優勝と速さを取り戻したが、結局この年のチャンピオンシップは500ccクラスではジレラのチームメイトであるリベロ・リベラーティに次いでランキング2位、350ccクラスではランキング3位に終わった。
1957年の末にジレラはコスト高騰を理由にグランプリからの撤退を決定したが、最後に1時間の平均速度記録に挑戦した。11月にモンツァのバンクのついたオーバルコースで350ccのジレラに乗ったマッキンタイヤは、荒れた路面を物ともせず平均速度141mph（227km/h）を記録した。この記録は1961年にデイトナでマイク・ヘイルウッドが乗る500ccのMVアグスタが144.8mphを記録するまで破られることはなかった。
ジレラの撤退後はAJSやノートン、ビアンキ、ホンダと様々なマシンでグランプリへの参戦を続け、度々表彰台にも昇っている。
1961年のマン島では、ライトウェイトクラス（250ccクラス）では99.58mph（160.26km/h）のラップレコードを叩き出して大きなリードを築いたものの突然のエンジントラブルによってレースを終えたが、シニアクラスではノートンのマシンで2位に入っている。同年のアルスターGPでは250ccクラスで優勝を飾った。
1962年のマン島ライトウェイトクラスでも、99.61mphを記録しながら電気系のトラブルによりリタイヤした。この年は戦闘力のあるマシンを手に入れることができなかったために500ccクラスには出場せず、250ccと350ccクラスへの参戦となった。スパ・フランコルシャンで開催されたフランスGP250ccクラスでは優勝を飾ったが、これがマッキンタイヤが優勝した最後のグランプリとなった。

### オールトン・パーク
マッキンタイヤは世界選手権に組み込まれていないレースにも度々出場していた。1962年8月にチェシャー州のオールトン・パークで開催されたレースも、そのようなノンタイトルレースのひとつだった。マッキンタイヤはこのイベントに500ccのマンクス・ノートンで出場した。
ところが路面状況の良くない中でスタートに失敗したマッキンタイヤは前に出ようとしてクラッシュし、重傷を負ってしまう。病院に運ばれたマッキンタイヤは9日後に死亡、ロードレース界は偉大な才能を失った。

## 主な戦績

### マンクスGP
| 年   | クラス   | マシン | 順位 | 平均速度              |
| ---- | -------- | ------ | ---- | --------------------- |
| 1952 | ジュニア | AJS    | 1位  | 85.73mph (137.97km/h) |
| 1952 | シニア   | AJS    | 2位  | 87.67mph (141.09km/h) |

### マン島TTレース
| 年   | クラス               | マシン   | 順位 | 平均速度              |
| ---- | -------------------- | -------- | ---- | --------------------- |
| 1952 | クラブマン・ジュニア | BSA      | 2位  | 78.57mph (126.45km/h) |
| 1954 | シニア               | AJS      | 14位 | 80.13mph (128.96km/h) |
| 1955 | シニア               | ノートン | 5位  | 93.83mph (151.00km/h) |
| 1955 | ジュニア             | ノートン | 2位  | 91.79mph (147.72km/h) |
| 1957 | シニア               | ジレラ   | 1位  | 98.99mph (159.31km/h) |
| 1957 | ジュニア             | ジレラ   | 1位  | 94.99mph (152.87km/h) |
| 1959 | シニア               | ノートン | 5位  | 82.34mph (132.51km/h) |
| 1959 | 500ccフォーミュラ1   | ノートン | 1位  | 97.77mph (157.35km/h) |
| 1960 | ジュニア             | AJS      | 3位  | 95.11mph (153.06km/h) |
| 1961 | シニア               | ノートン | 2位  | 99.20mph (159.65km/h) |

### ロードレース世界選手権
1950年から1968年までのポイントシステム
| 順位     | 1 | 2 | 3 | 4 | 5 | 6 |
| ポイント | 8 | 6 | 4 | 3 | 2 | 1 |

- 凡例
- ボールド体のレースはポールポジション、イタリック体のレースはファステストラップを記録。

| 年   | クラス | チーム   | 1      | 2      | 3       | 4      | 5     | 6      | 7     | 8     | 9      | 10    | 11    | ポイント | 順位 | 勝利数 |
| ---- | ------ | -------- | ------ | ------ | ------- | ------ | ----- | ------ | ----- | ----- | ------ | ----- | ----- | -------- | ---- | ------ |
| 1953 | 350cc  | AJS      | IOM NC | NED -  | BEL -   | GER -  | FRA - | ULS 2  | SUI - | ITA - | SPA -  |       |       | 6        | 8位  | 0      |
| 1954 | 350cc  | ノートン | FRA -  | IOM -  | ULS 3   | BEL 6  | NED 4 | GER -  | SUI 6 | ITA - | SPA -  |       |       | 9        | 8位  | 0      |
| 1954 | 500cc  | ノートン | FRA -  | IOM 14 | ULS -   | BEL 4  | NED 6 | GER -  | SUI - | ITA - | SPA -  |       |       | 4        | 16位 | 0      |
| 1955 | 350cc  | ノートン | SPA -  | FRA -  | IOM 2   | GER -  | BEL - | NED 5  | ULS - | ITA - |        |       |       | 8        | 8位  | 0      |
| 1955 | 500cc  | ノートン | SPA -  | FRA -  | IOM 5   | GER -  | BEL - | NED -  | ULS 4 | ITA - |        |       |       | 5        | 11位 | 0      |
| 1956 | 350cc  | ノートン | IOM NC | NED -  | BEL -   | GER -  | ULS - | ITA -  |       |       |        |       |       | 0        | -    | 0      |
| 1956 | 500cc  | ノートン | IOM NC | NED -  | BEL -   | GER -  | ULS - | ITA -  |       |       |        |       |       | 0        | -    | 0      |
| 1957 | 350cc  | ジレラ   | GER -  | IOM 1  | NED 2   | BEL -  | ULS - | ITA 1  |       |       |        |       |       | 22       | 3位  | 2      |
| 1957 | 500cc  | ジレラ   | GER 2  | IOM 1  | NED -   | BEL -  | ULS 2 | ITA -  |       |       |        |       |       | 20       | 2位  | 1      |
| 1958 | 350cc  | ノートン | IOM NC | NED -  | BEL -   | GER -  | SWE - | ULS 5  | ITA - |       |        |       |       | 2        | 12位 | 0      |
| 1958 | 500cc  | ノートン | IOM NC | NED -  | BEL -   | GER -  | SWE - | ULS 2  | ITA - |       |        |       |       | 6        | 9位  | 0      |
| 1959 | 350cc  | AJS      | FRA -  | IOM NC | GER -   |        | BEL - | SWE -  | ULS - | ITA - |        |       |       | 0        | -    | 0      |
| 1959 | 500cc  | ノートン | FRA -  | IOM 5  | GER -   | NED -  | BEL - |        | ULS 2 | ITA - |        |       |       | 8        | 6位  | 0      |
| 1960 | 350cc  | AJS      | FRA -  | IOM 3  | NED -   | BEL -  | GER - | SWE -  | ULS - | ITA - |        |       |       | 4        | 10位 | 0      |
| 1960 | 500cc  | ノートン | FRA -  | IOM NC | NED -   | BEL -  | GER - |        | ULS - | ITA - |        |       |       | 0        | -    | 0      |
| 1961 | 250cc  | ホンダ   | SPA -  | GER -  | FRA -   | IOM NC | NED 2 | BEL NC | DDR 8 | ULS 1 | ITA NC | SWE - | ARG - | 14       | 5位  | 1      |
| 1961 | 350cc  | ビアンキ | SPA -  | GER -  | FRA -   | IOM NC | NED 2 | BEL -  | DDR 3 | ULS - | ITA -  | SWE 3 | ARG - | 14       | 4位  | 0      |
| 1961 | 500cc  | ノートン | SPA -  | GER -  | FRA -   | IOM 2  | NED 3 | BEL 3  | DDR - | ULS - | ITA -  | SWE - | ARG - | 14       | 4位  | 0      |
| 1962 | 250cc  | ホンダ   | SPA 2  | FRA 2  | IOM DNS | NED 2  | BEL 1 | GER 2  | ULS - | DDR - | ITA -  | FIN - | ARG - | 32       | 2位  | 1      |
| 1962 | 350cc  | ホンダ   | SPA -  | FRA -  | IOM NC  | NED NC | BEL - | GER -  | ULS - | DDR - | ITA -  | FIN - | ARG - | 0        | -    | 0      |